# Gambuli
Gambuli so bili aramejsko pleme v stari Babiloniji.  Bili so najmočnejše pleme ob vzhodni meji Babilonije oziroma na meji z Elamom. Njihovo natančno ozemlje je težko določiti. H. W. F. Saggs jih umešča "južno od reke Dijala proti elamski meji".
Ko je asirski kralj Sargon II. (vladal 722–705 pr. n. št.) začel vojno proti njim v mestu Dur-Abi-hara, je bilo odpeljanih v ujetništvo 18.430 Gambulov.
Gambuli so bili skupaj s Pekodi politično pomembni do 6. stoletja pr. n. št.